# Bernhard Dattner
Bernhard Dattner (geboren 7. Juli 1887 in Ustron, Österreich-Ungarn; gestorben 11. August 1952 in New York City) war ein österreichischer Mediziner.

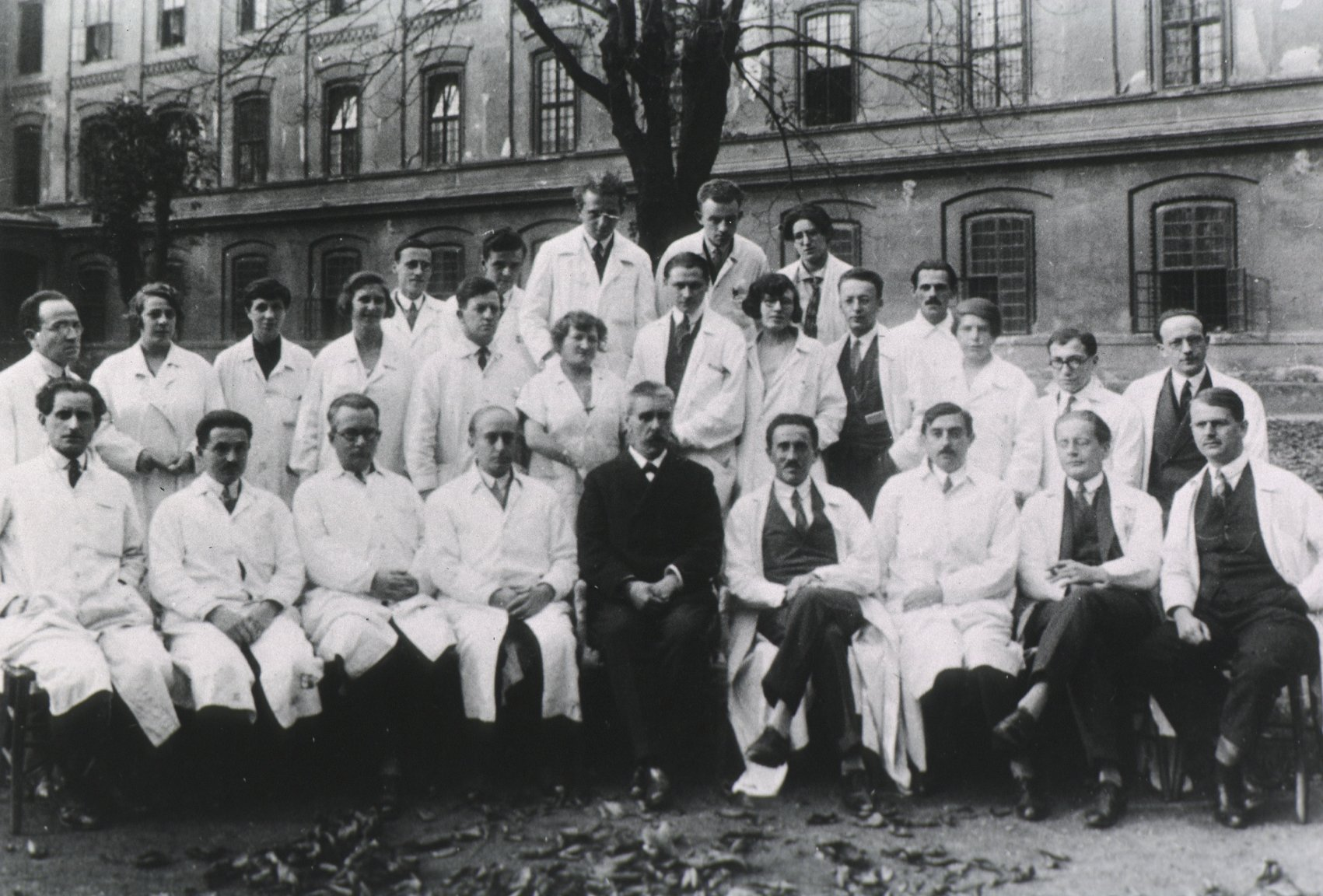
Wagner-Jaureggs Ärzteteam in Wien 1927. Bernhard Dattner in der 1. Reihe, der zweite von links.

## Leben
Bernhard Dattner war ein Sohn des Kaufmanns Adolf Dattner und wuchs in Ustron auf. Dattner studierte von 1906 bis 1911 Jura an der Universität Wien und wurde promoviert. Daran schloss er ein Medizinstudium an, das er 1919 mit der Promotion abschloss. 1911 hielt er seinen ersten Vortrag in der Wiener Psychoanalytischen Vereinigung über Rodion Raskolnikow, den Protagonisten in Dostojewskis Roman. Im Rahmen der Onanie-Debatte hielt er 1912 ein weiteres Referat. Ebenfalls 1912 rezensierte er Theodor Reiks Buch Richard Beer-Hofmann im Zentralblatt für Psychoanalyse. Von 1919 bis 1921 studierte er Psychoanalyse bei Sigmund Freud. Mit Erwin Stransky gab er 1920 die „Abhandlungen aus der Neurologie, Psychiatrie, Psychologie und ihren Grenzgebieten. Beihefte zur Monatsschrift für Psychiatrie und Neurologie“ heraus. 
Dattner wurde Mitarbeiter von Julius Wagner-Jauregg an der Klinik für Psychiatrie und Neurologie in Wien. Er arbeitete an der Entwicklung der Therapie der Malaria und der Neurosyphilis mit. Für die Liquor-Untersuchung entwickelte er die „Dattner-Nadel“. Wagner-Jauregg erwähnte ihn 1927 in seiner Nobelpreis-Rede. 1933 wurde seine Schrift Moderne Therapie der Neurosyphilis als Habilitationsschrift von der Fakultät angenommen, allerdings auch vom Dermatologen und Syphilis-Forscher Wilhelm Kerl als wissenschaftlich nicht neu und damit unzureichend abgelehnt. Das Unterrichtsministerium verweigerte daraufhin die Venia legendi, was vom angerufenen Verwaltungsgerichtshof als rechtmäßiges Vorgehen bestätigt wurde. Danach betrieb Dattner in Wien eine Privatpraxis für Nerven- und Geisteskrankheiten.
Nach dem Anschluss Österreichs 1938 wurde Dattner rassistisch verfolgt und musste emigrieren. Von 1943 bis 1947 war er außerordentlicher Professor für Neurologie an der Medizinischen Fakultät der New York University, ab 1945 arbeitete er am Montefiore Hospital und war Neurologe und Psychiater im Bellevue Hospital. Dattner beriet die WHO, das New York State Department of Health und den United States Public Health Service.
Dattners Frau Margaret Dattner (1899–2002) starb 2002 in New York.

## Schriften (Auswahl)

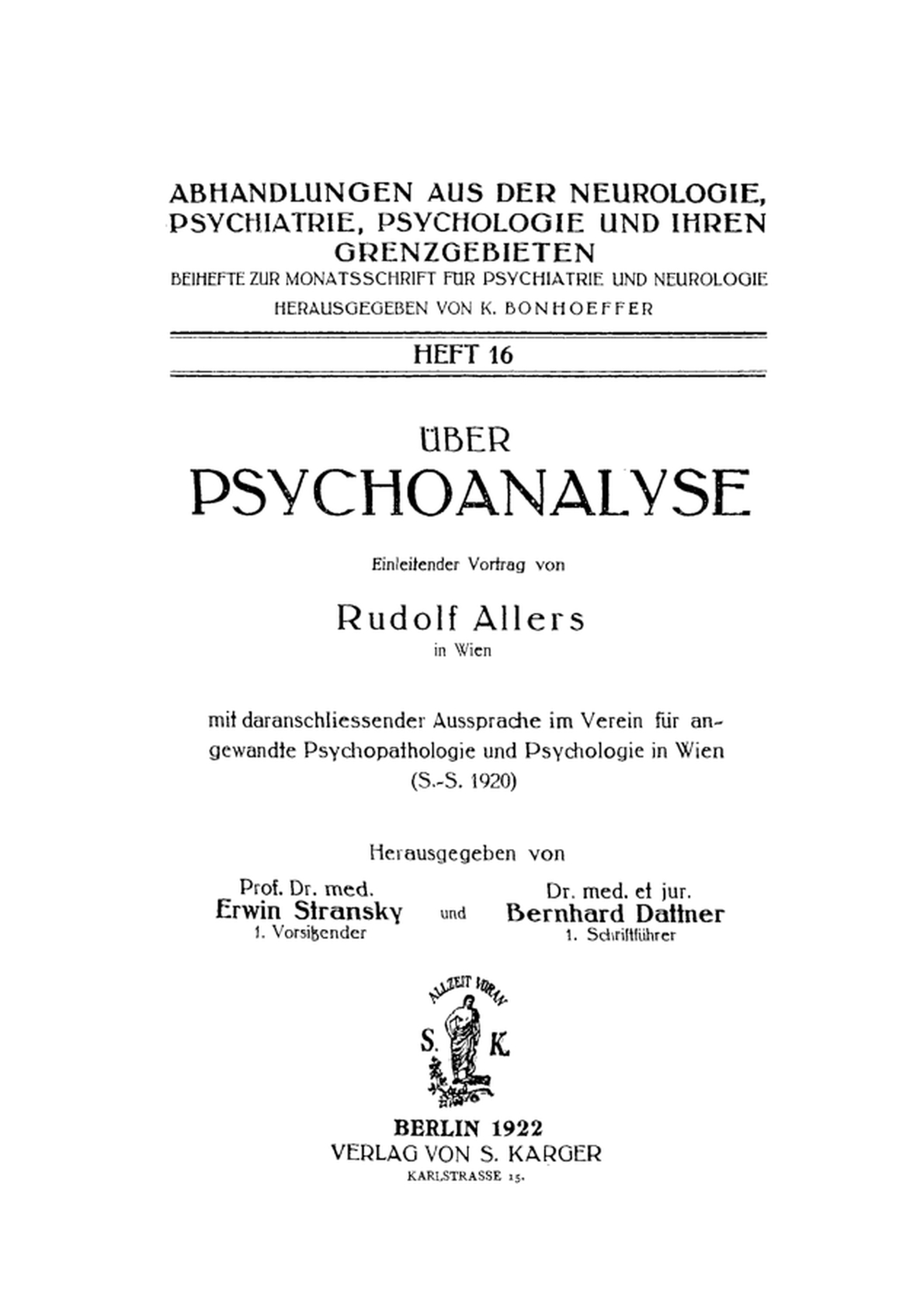
Dattner als Mitherausgeber bei den Beiheften zur Monatsschrift für Psychiatrie und Neurologie (1922)

- Eine historische Fehlleistung. In: Zentralblatt für Psychoanalyse. 1912, S. 18–26.
- Eine psychoanalytische Studie an einem Stotterer. In: Zentralblatt für Psychoanalyse. 1911, S. 550–553.
- mit Constantin von Economo: Über Behandlung der Encephalitis lethargica mit Preglscher Jodlösung und Mirion. In: Wiener Klinische Wochenschrift. 1921, S. 349–352.
- mit Otto Kauders: Klinische und experimentelle Studien zur therapeutischen Impf-Malaria. Deuticke, Leipzig/Wien 1924.
- mit Otto Kauders: Kurzer Leitfaden der Malariatherapie auf Grund klinischer Beobachtungen und experimenteller Studien. Deuticke, Leipzig/Wien 1927.
- Moderne Therapie der Neurosyphilis: mit Einschluss der Punktionstechnik und Liquor-Untersuchung. 36 Tabellen. Mit einem Vorwort von J. Wagner-Jauregg. Maudrich, Wien 1933.
- mit Evan W. Thomas und Gertrude Wexler: The management of neurosyphilis. Grune & Stratton, New York 1944.
- mit Samuel S. Kaufman und Evan W. Thomas: Penicillin in treatment of neurosyphilis. In: Archives of Neurology and Psychiatry. Chicago 1947.